# 美杜莎報
《美杜莎報》（羅馬化：Meduza，得名自希腊神话女神美杜莎）是一家專門報道俄语和英语新聞的独立新闻网站，由一群被Lenta.ru新闻网解僱、以Galina Timchenko為首的前雇员于2014年創辦，其总部位于拉脫維亞。
《美杜莎報》現有IOS、Windows Phone和Android版本的的免费移动应用程序。